# گوست
گوست (به معنای شبح) یک بستر بازمتن وب‌نویسیِ نوشته شده به زبان جاوا اسکریپت است که تحت مجوز MIT طراحی شده. هدف گوست ساده‌سازی فرایند چاپ و نشر آنلاین برای تک تک وبلاگ نویسان و نشریات آنلاین است.
ایده بستر گوست در نوامبر ۲۰۱۲ در یک پست وبلاگی توسط John O'Nolan مطرح شد و بازتاب آن باعث شد یک نسخه اولیه از آن با همکاری هانا ولف ایجاد شود. اولین نسخه عمومی از گوست که در اکتبر ۲۰۱۳ منتشر شد، توسط یک کمپین موفق کیک‌استارتر تأمین مالی شد. این کمپین در ۱۱ ساعت به هدف ۲۵،۰۰۰ دلاری خود رسید و پس از ۲۹ روز توانست تا ۱۹۶،۳۶۲ دلار کمک مالی به دست آورد.

## پلت فرم
گوست با استفاده از Node.js نوشته شده که یک مفسر سمت سرور جاوااسکریپت بر اساس موتور V8 گوگل است.

## امنیت
در ۱۴ اردی‌بهشت ۱۳۹۹ (۰۳ مه ۲۰۲۰ م) گوست تایید کرد که هکرها با استفاده از یک آسیب‌پذیری به گوست حمله کرده‌اند. این حمله که شامل تارنمای ghost.org و بلاگ‌های خدمت Ghost Pro می‌شده، باعث نشده اطلاعات حساسی مانند اطلاعات حساب‌های بانکی یا رمزهای کاربران به دست هکرها بیافتد. گوست همچنین تایید کرد که هیچ‌یک از اطلاعات حساس کاربران لو نرفته است.